# درگاه موازی

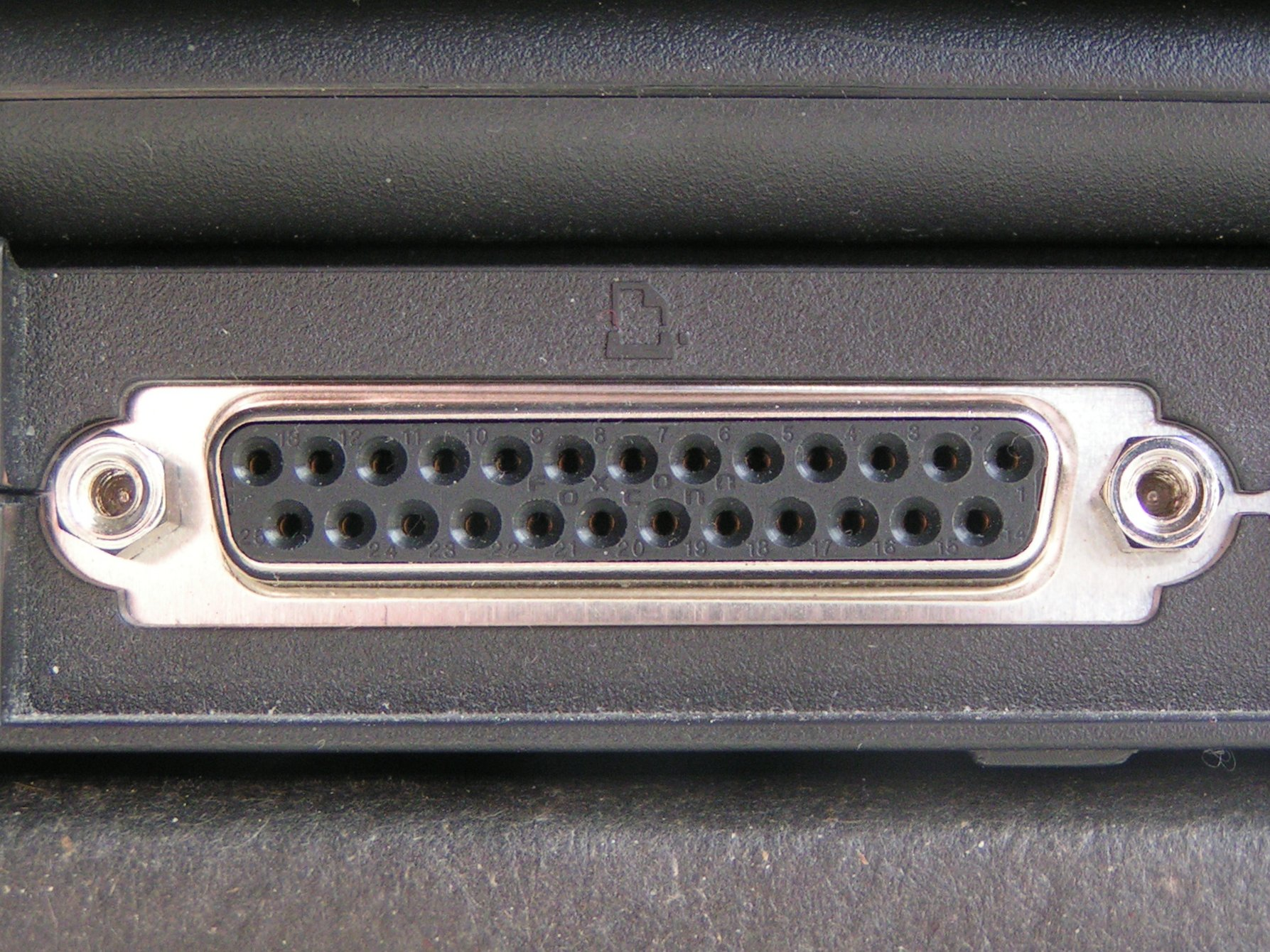
درگاه یا پورت موازی

درگاه موازی (به انگلیسی: Parallel port) یک نوع رابط کاربری موجود بر روی کامپیوتر برای اتصال لوازم جانبی است. در محاسبات کامپیوتری٬ درگاه موازی رابط ارتباطی موازی فیزیکی است. این درگاه همچنین به عنوان درگاه پرینتر نیز شناخته شده است.